# Dienstleistungszentrum Ländlicher Raum

Die Dienstleistungszentren Ländlicher Raum gehören in den Geschäftsbereich des Ministeriums für Wirtschaft, Verkehr, Landwirtschaft und Weinbau.

Die Dienstleistungszentren Ländlicher Raum (DLR) sind untere Landesbehörden in Rheinland-Pfalz, welche die Aufgaben der Landentwicklung, Ländlichen Bodenordnung und Siedlung, der Berufsbildenden Schulen landwirtschaftlicher Fachrichtungen, der Staatlichen Beratung, des Versuchswesens, der Ernährungsberatung, der ergänzenden Forschung in Weinbau, Önologie und Phytomedizin sowie andere weinbauliche, gartenbauliche und landwirtschaftliche Aufgaben wahrnehmen. Die sechs Dienstleistungszentren Ländlicher Raum in Rheinland-Pfalz nehmen diese Aufgaben mit unterschiedlicher Schwerpunktsetzung wahr.
Wegen der Einheit von staatlicher Beratung und schulischer Ausbildung sind die Berufsbildenden Schulen und Fachschulen der landwirtschaftlichen Fachrichtungen in die Dienstleistungszentren Ländlicher Raum integriert.
In Rheinland-Pfalz gibt es sechs Dienstleistungszentren Ländlicher Raum. Sie befinden sich im Geschäftsbereich des Ministeriums für Wirtschaft, Verkehr, Landwirtschaft und Weinbau.

## Die einzelnen Dienstleistungszentren Ländlicher Raum

### DLR Rheinpfalz

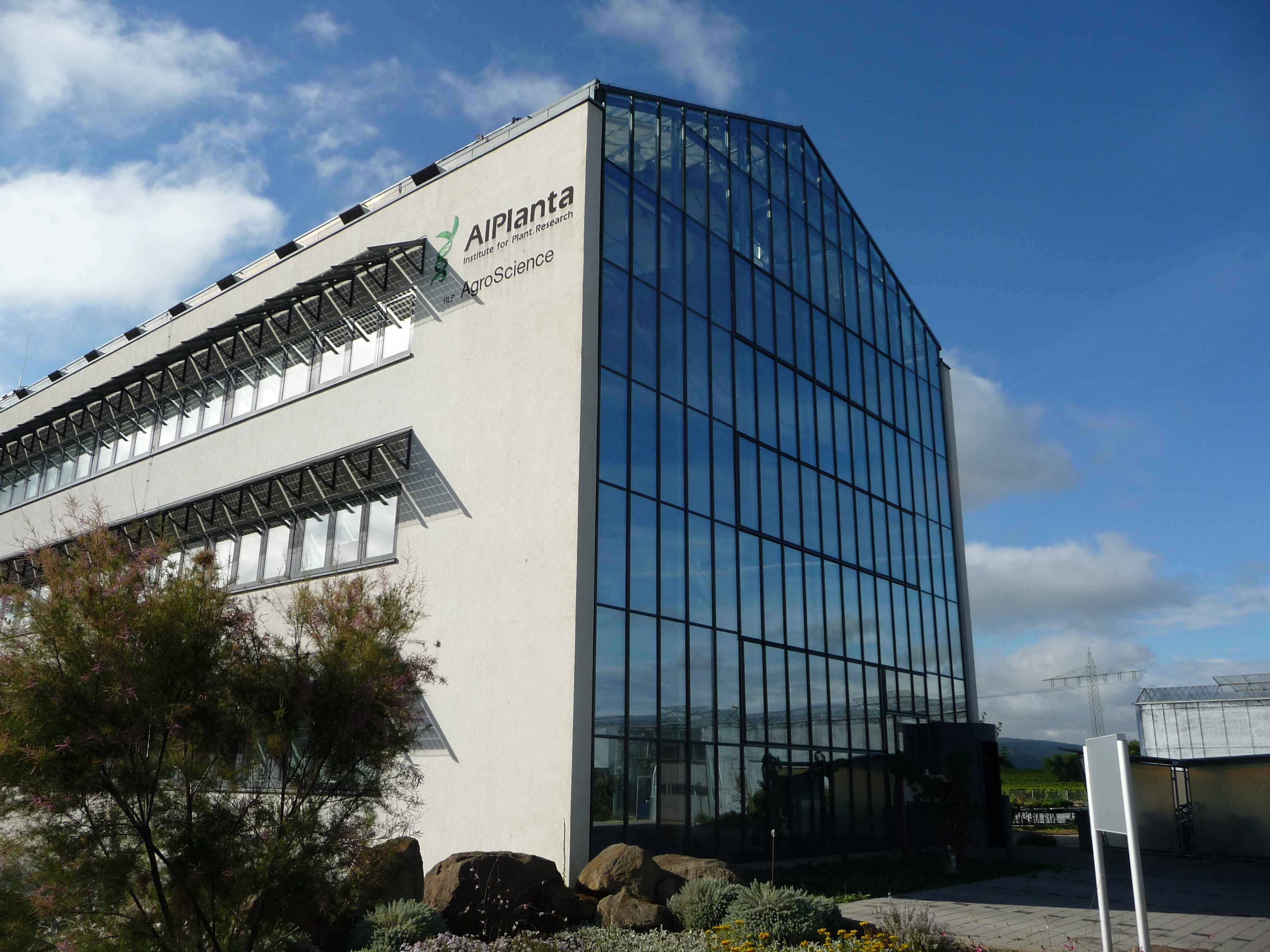
DLR Rheinpfalz in Mußbach

Mit ihrer Berufsschule für Weinbau und Gartenbau und den Fachschulen für Gartenbau sowie Weinbau und Önologie ist das DLR Rheinpfalz im Ortsteil Mußbach von Neustadt an der Weinstraße Aus- und Weiterbildungsstätte für den Berufsstand in der Pfalz. An diesem Standort ist auch der Sitz der Gartenakademie Rheinland-Pfalz sowie des Weincampus.

### DLR Eifel
Das DLR Eifel übernimmt für den Westteil des Landes als Schwerpunktaufgaben die Landentwicklung und Ländliche Bodenordnung, die Unterstützung der Investitionsförderung für die landwirtschaftlichen Betriebe, die Beratung, die Weiterbildung und das Versuchswesen in der Tierhaltung, im Pflanzenbau und im Grünland, die Ernährungsberatung sowie die Aus- und Fortbildung in der Landwirtschaft.
Verwaltungssitz ist Bitburg.

### DLR Mosel
Schwerpunktaufgaben des DLR Mosel bilden die Landentwicklung und Ländliche Bodenordnung, die Investitions- und Marktförderung für die landwirtschaftlichen Betriebe sowie die Weinbauberatung für den Steillagenweinbau. Jüngstes Beispiel ist die Entwicklung eines Steillagen-Traubenvollernters, den das rheinland-pfälzische Weinbauministerium im September 2007 vorstellte. Dieser ist aufgrund der Kombination modernster Techniken in der Lage, bis zu 60 % steile Weinberge abzuernten. Aufgrund der Bedeutung des Steillagenweinbaus als Wirtschaftsfaktor für den Weinbau in Rheinland-Pfalz speziell an der Mosel wurde die Entwicklung eines solchen Geräts auf Initiative des Weinbauministeriums, des Dienstleistungszentrums Ländlicher Raum Mosel und der Winzergenossenschaft Moselland e. G. in Auftrag gegeben.
Verwaltungssitz ist Bernkastel-Kues.

### DLR Rheinhessen-Nahe-Hunsrück

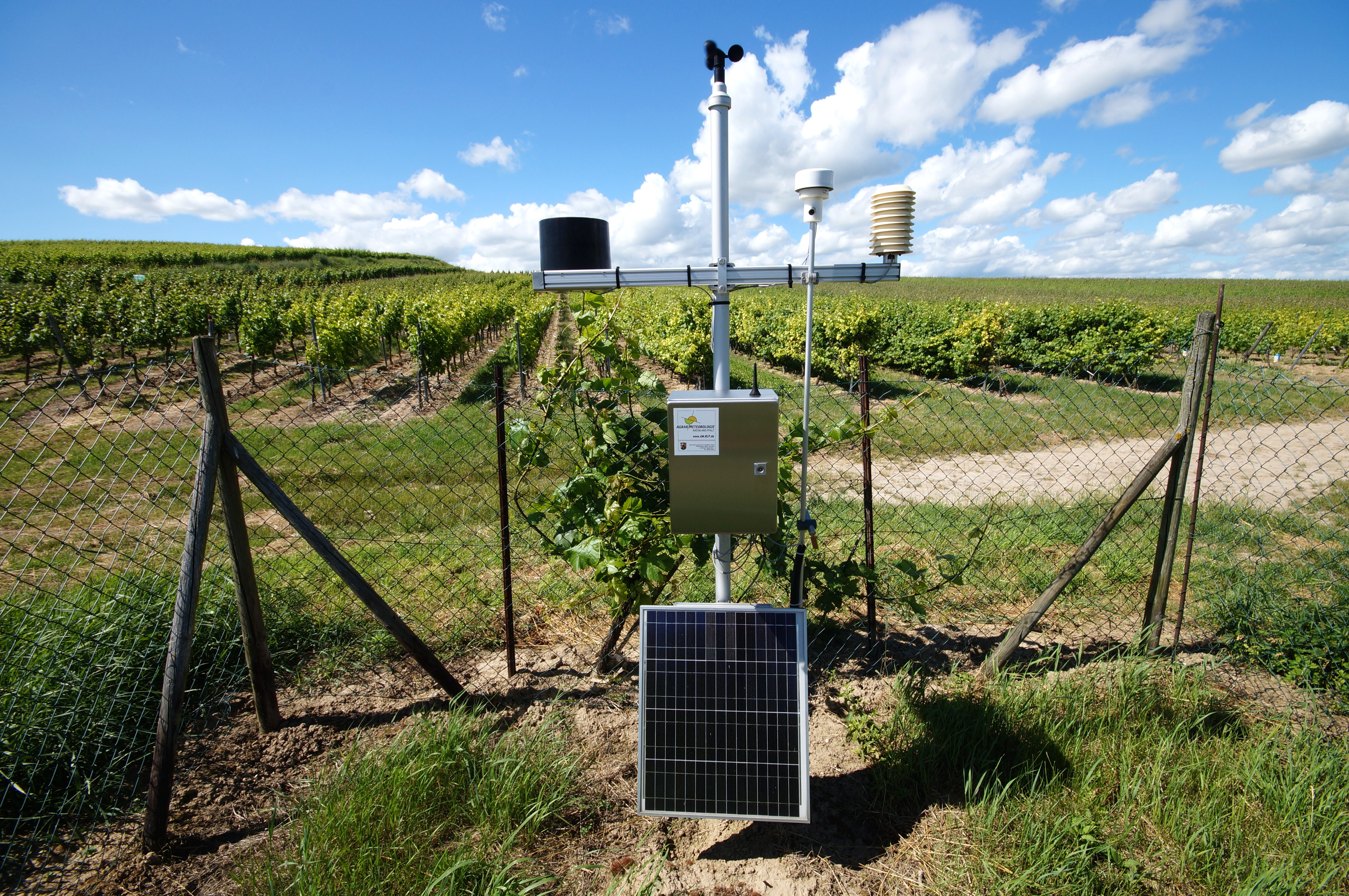
Agrarmeteorologische Messstation des DLR in den Alsheimer Weinbergen (Rheinhessen)

Wichtige Aufgabe des Dienstleistungszentrums Ländlicher Raum Rheinhessen-Nahe-Hunsrück ist die solide schulische Ausbildung der jungen Landwirte und Winzer, ergänzt durch ein attraktives Beratungs- und Weiterbildungsangebot in produktionstechnischen Fragen der Landwirtschaft und des Weinbaus, das auf einem umfangreichen und praxisbezogenen Versuchswesen basiert.
Das DLR unterhält vor Ort Dienststellen in Bad Kreuznach (Zentralverwaltung, Schwerpunkt Weinbau und Landwirtschaft), in Oppenheim (Schwerpunkt Weinbau) sowie eine Außenstelle in Simmern (Schwerpunkte Bodenordnung und Akademie Ländlicher Raum Rheinland-Pfalz).

### DLR Westerwald-Osteifel
Schwerpunktaufgaben des DLR Westerwald-Osteifel sind die Landentwicklung und die Ländliche Bodenordnung, die Beratung für landwirtschaftliche Betriebe in der Tierhaltung, im Grünland und im Pflanzenbau, das pflanzenbauliche Versuchswesen, die Ernährungsbildung sowie die Rundumbetreuung von Imkern in Rheinland-Pfalz, dem Saarland und in Nordrhein-Westfalen durch das Fachzentrum Bienen und Imkerei in Mayen.
Die Zentralverwaltung sitzt in Montabaur, zwei Dienststellen befinden sich in Mayen.

### DLR Westpfalz
Von Kaiserslautern aus werden die Leitung und die Verwaltung des DLR Westpfalz wahrgenommen. Dort werden auch die Angelegenheiten der Landentwicklung und der Ländlichen Bodenordnung bearbeitet. Das DLR Westpfalz ist im Bereich Landentwicklung, Ländliche Bodenordnung Dienstleister für Integrierte ländliche Entwicklung und entsprechende Umsetzungsstrategien.